# Formação profissional
A educação profissional é o conjunto de atividades que visam a aquisição teórica e/ou prática de conhecimentos, habilidades e atitudes exigidos para o exercício das funções próprias de uma profissão. A educação profissional apresenta-se como um instrumento de gestão com uma dimensão estratégica: é a atividade facilitadora da mudança em sentido lato, que propicia uma melhor adequação dos recursos humanos aos novos recursos materiais existentes, através da sua qualificação e reconversão quando necessárias; permitindo assim uma maior flexibilidade das organizações para fazer face a um futuro difícil de prever.

## Aprendizagem e conhecimento
Ao falar de educação profissional é importante que seja discutido a questão da aprendizagem e do conhecimento, pois são conceitos que se relacionam, e até mesmo são dependentes um do outro. Um processo de aprendizagem bem desenvolvido gera nos indivíduos um conhecimento sobre tudo aquilo lhe foi passado, desta forma lhe qualificando para algo.
O trabalho desenvolvido pelos indivíduos nas organizações, maio 2004. ao longo de suas carreiras profissionais é reconhecido como uma bagagem de aprendizado organizacional, que significa um processo de aperfeiçoar as ações pelo melhor conhecimento e compreensão. Este é um processo de dupla via, pois, as organizações também aprendem com cada colaborador que passa a fazer parte de seu corpo colaborador.
É certo que organizações que aprendem, são capazes de criar e transferir conhecimentos, como também, modificar seus comportamentos para refletir esses novos conhecimentos. Desta forma, o processo de aprendizagem e conhecimento, tanto dos funcionários quanto da organização, é tido como base para suas qualificações profissionais, os colaboradores se qualificando na execução de suas funções e a organização se aperfeiçoando para se manter atualizada no mercado.
Quando os colaboradores desenvolvem suas habilidades e aptidões, a percepção dos mesmos sobre a realidade é alterada. Novos conhecimentos e sensibilidades então incorporadas modificam sua forma de pensar. Novas atitudes baseadas na interpretação da realidade poderão surgir, enriquecendo o desenvolvimento continuo de habilidades e aptidões, qualificando o indivíduo e o sistema o qual ele faz parte.
No nível da aprendizagem poderão ser detalhados diversos conceitos que englobam este universo, tais estes como os níveis do processo de aprendizagem: nível do indivíduo, nível do grupo e nível da organização. O processo de aprendizagem em nível do indivíduo é o primeiro está carregado de emoções positivas ou negativas, por meio de caminhos diversos. No nível do grupo a aprendizagem pode vir a constituir um processo social partilhado entre as pessoas.
Por fim, em nível de organização, a aprendizagem torna-se institucionalizada e se expressa em diversos artefatos organizacionais, como estrutura, regras, procedimentos e elementos simbólicos.
A aprendizagem também se distingue em operacional, que consiste na aquisição e no desenvolvimento de habilidades físicas para produzir ações, e conceitual, onde a aprendizagem ocorre com a aquisição e o desenvolvimento da capacidade para articular conhecimentos conceituais sobre uma experiência.
O objetivo das organizações em se investir na educação profissional e no desenvolvimento de seus colaboradores pode ser explicado por teorias que afirmam que o ser o ser humano vem ao mundo motivado a aprender, explorar e experimentar. Desta entende-se que a educação profissional gera conhecimento para o indivíduo e para a organização.

## Gestão de competências
Competência pode ser entendida como um conjunto de capacidades humanas ou também um estoque de recursos que cada indivíduo detém dentro de si. Neste contexto, faz se a explanação do conjunto competência, discutindo a respeito dos conhecimentos, habilidades e atitudes dos indivíduos, que os tornam seres competentes.
Ao aprofundar os estudos acerca do conceito de competência, propõem-se a análise das capacidades humanas em assumir iniciativas, ir além das atividades prescritas, ser capaz de compreender e dominar novas situações no trabalho, ser responsável e reconhecido por isso.Neste sentindo a competência está aliada com a capacidade do indivíduo de assumir algum cargo e assim desenvolver suas funções atribuídas. É papel da organização no período de formação do indivíduo dentro de cada organização, desenvolver as habilidades do funcionário, potencializar suas competências preexistentes e até mesmo moldar aqueles que necessitam de uma qualificação a mais para exercer com excelência suas atividades.
Pressupõem-se que o funcionário ao assumir algum cargo dentro da organização já possui as competências básicas e qualificações exigidas, as quais se constituíram ao longo do período de formação de cada um. Porém, se faz necessário e fundamental por parte da organização que acolhe novos colaboradores, o investimento contínuo na qualificação destes profissionais.

## Desenvolvimento pessoal
Desenvolver-se é qualificar-se, desta forma este tema é abordado no sentido de explorar o desenvolvimento pessoal dos indivíduos no âmbito organizacional. Neste ponto, é abordado diversos conceitos sobre a importância da Gestão de Pessoas no desenvolvimento do ser, e o papel da educação corporativa no mundo empresarial.
O modelo de universidade corporativas seguiu o exemplo de empresas norte americanas, estes centros de educação profissional surgiram para suprirem as necessidades e carências da formação dos funcionários em relação a aprendizagem adquirida na Universidade tradicional. Com isso, as empresas fornecem treinamentos e apresentam os valores que serão seguidos para conseguirem ganhar vantagem competitiva, sendo mais eficientes. Este novo conceito de educação corporativa surgiu com o interesse de integrar o conhecimento da Universidade com a cultura da empresa, capacitando os funcionários por meio de programas internos, como treinamentos e cursos, relacionando com a qualificação que o funcionário já possui. Para a obtenção de sucesso na efetivação desse modelo, os gestores têm como missão estimular o comprometimento dos funcionários para atingirem os resultados planejados, desenvolvendo um perfil de liderança, valorizando suas competências para retê-los. Assim, diversas empresas já adotam a gestão do conhecimento, que busca orientar os funcionários para a produção e disseminação de informações que agreguem valor, por meio da tecnologia, fornecendo o fluxo das informações para todas as áreas para fortalecer o relacionamento interno, obtendo o processo de socialização organizacional, que visa a interação e aprendizagem entre os funcionários. Desse modo, as parcerias com Universidades, com a criação de programas de graduação personalizado, em que os gestores promovem as ações para o desenvolvimento das pessoas, contribuindo a formação e transformação desse funcionário e obtendo crescimento profissional.
Desta forma, universidades corporativas são entendidas como laboratórios de aprendizagem, é uma forma estratégica de desenvolvimento não só para funcionários, mas também para clientes e fornecedores, elas visão ensinar técnicas para melhoramento do desempenho da empresa. Esta modalidade de universidade não é convencional, são custeadas por empresas apenas pessoas ligadas a ela, seu ensino é voltado para o desenvolvimento do conhecimento e habilidades deles para com a organização. As Organizações já perceberam que o conhecimento da equipe é de extrema importância para o sucesso da organização e investem cada vez mais na capacitação e aprimoramento de seus profissionais, grandes empresas decidem pela abertura de centros de ensino para que esse desenvolvimento seja ainda mais completo. No Brasil essa tendência está apenas começando à medida que as empresas começam também a perceber a necessidade de renovar seus tradicionais centros e treinamento e desenvolvimento de modo a poder contribuir com eficácia e sucesso para a estratégia empresarial agregando valor ao resultado no negócio.
Um exemplo de universidade corporativa para todo Brasil é a Unialgar. Fundada em 1998 na cidade de Uberlândia, Minas Gerais, tem como missão promover o desenvolvimento dos talentos para aumentar a competitividade dos negócios Algar, em seus diversos segmentos no mercado, telecomunicação, agronegócio, segurança, dentre outros. Desta forma, a universidade corporativa se tornou uma ferramenta estratégica de todos os segmentos de negócios, contribuindo para que a qualificação de suas equipes seja um diferencial de mercado.
O guia das melhores empresas para trabalhar no Brasil, aponta que as boas práticas de Recursos Humanos resultam em mais lucros, e as empresas em que melhor se trabalha são as que têm mais sucesso. É de fundamental importância que as práticas de treinamento e desenvolvimento e de educação corporativa favoreçam uma atuação profissional impregnada de personalidade, criando condições para o desenvolvimento do conhecimento criador, empreendedorismo e o formação de líderes eficientes. A postura voltada à aprendizagem continuada e ao autodesenvolvimento é um estado de espírito, um processo de constante crescimentos e fortalecimento de indivíduos talentosos e competentes.

## Avaliação e aprimoramento de desempenho
A avaliação de desempenho pode ser definida como um processo praticado periodicamente, de um gestor para um subordinado, onde tem como foco auxiliar o funcionário a entender seu local na empresa, objetivos, expectativas e sucesso de seu desempenho, enquanto a gestão de desempenho é o processo de criar um ambiente de trabalho no qual as pessoas podem otimizar suas habilidades.
As avaliações de desempenho não servem somente para avaliar a forma que o trabalho está sendo executado, podendo assim ser divididas em dois segmentos: Objetivos Administrativos, onde as avaliações são usadas como base para definir remunerações ou demissões, quanto a objetivos de desenvolvimento, onde o foco é fornecer feedback das informações e identificar pontos fortes e fracos individuais dos funcionários, visando aprimorar o desempenho do mesmo.

## Desenvolvimento de um programa de avaliação eficiente
Cabe ao RH a responsabilidade de montar um programa de avaliação, onde os gerentes operacionais tenham participação ativa, e consigam conciliar os funcionários em sua elaboração, causando maior aceitabilidade entre os que serão avaliados e o processo. Entretanto deve-se mensurar alguns aspectos durante a elaboração, como identificar quais serão seus padrões de desempenho, que se estabelecidos corretamente demonstram as metas e objetivos organizacionais em relação aos cargos que indicam aos funcionários os níveis aceitáveis e inaceitáveis de desempenho.

## Métodos de avaliação de desempenho
Os métodos de avaliação de desempenho podem ser definidos como indicadores de comportamento, traços de personalidade ou resultados. Quanto aos métodos de avaliação de desempenho, podem ser classificados de modo geral, como medidores de traços ou características de personalidade, comportamentos ou resultados. O primeiro tem como proposta mensurar o quanto um funcionário possui de certas características como: confiabilidade, criatividade, iniciativa e liderança. Os métodos comportamentais foram desenvolvidos para descrever especificamente quais ações são apropriadas no ambiente de trabalho, enquanto os métodos de avaliação de resultados têm como foco a avaliação a partir das realizações do funcionário, ou seja, os resultados provenientes de seu trabalho na empresa.

## Desemprego e qualificação profissional
As taxas de desemprego nas seis principais regiões metropolitanas do Brasil em janeiro de 2008 apresentaram um índice de 8%, registrando uma variação positiva de 0,6 ponto percentual em relação a dezembro de 2007,segundo o Instituto Brasileiro de Geografia e Estatística (IBGE). O índice recuou, no entanto, em relação a janeiro do ano passado, quando foi de 9,3%.
Apesar da ideia que aborda emprego e qualificação profissional não ser novidade, a atual realidade parece apresentar resultados que fazem repensar as causas de mudanças positivas e por que não atribuí-las a busca pela qualificação. Isso se deve ao fato que de acordo com o IBGE, no primeiro trimestre de 2016 a taxa do número de desempregados aumentou para 10,9%, ocasionado principalmente pelas crises política e fiscal que ocorre no país. Assim, as pessoas precisam buscar novas qualificações nesse período, devido à retração do mercado com menos postos de trabalho e com isso a exigência de um currículo com atribuições, que pode ser oportuno para se conseguir um emprego. Além disso, muitos preferem empreender algum negócio, apesar de nessa área também ter sofrido impacto com a queda de 3,9% na rentabilidade dos empreendedores neste ano comparado ao ano de 2015.

## Qualificação profissional nas empresas
As empresas investem em cursos de formação, pois necessitam de funcionários que estejam muito bem preparados para enfrentar quaisquer tipo de desafios que possam surgir no contexto da sua actividade profissional.
Com isso, pretende-se melhorar as habilidades do funcionário em suas funções dentro da empresa nas mais variadas competências, tendo sempre como referência o triângulo dos saberes nomeadamente as competências Psicossociais/sócio-afectivas, que permitem desenvolver as atitudes comunicacionais e os efeitos comportamentais, as competências cognitivas que se situam ao nível do desenvolvimento intelectual e as competências psicomotoras para o desenvolvimento das capacidades manuais, situadas ao nível do saber-fazer.
Na maioria dos países a actual Lei Laboral apela à obrigatoriedade das empresas proporcionarem a formação inicial e continuada dos seus colaboradores. Anualmente, os trabalhadores de uma empresas, têm que ter formação dada por uma entidade certificada. O não cumprimento pelas empresas do plano de formação é mesmo penalizado pelas entidades competentes.
Desta forma, se as empresas levarem a preceito e cumprirem com esta obrigação legal, transformam o seu investimento na qualificação profissional dos seus quadros uma mais-valia para a própria entidade empregadora.
Neste sentido, e recorrendo ao auxílio de uma qualificação profissional eficiente e eficaz no seio da própria empresa, é que os empresários vão conseguir melhores resultados, quer ao nível da qualificação quer ao nível da produtividade.
A competitividade e inovação, para além dos chavões do momento, são também o grande desafio colocado às empresas e que pode mudar a nossa matriz económica. Mas a escassez de recursos, a crise em que mergulhamos e os vícios de décadas de financiamento fácil de qualificação profissional sem estratégia adequada às micro, pequenas e médias empresas levou a que a maioria veja a qualificação profissional como uma obrigação por um lado e um investimento sem retorno por outro.
Será que as empresas investem em qualificação profissional como uma ferramenta estratégica, se lhe atribuem tal valor e a potenciam para a competitividade?.
Não é nas salas de aula tradicionais que se vai conseguir mudar comportamentos e consequentemente conhecimentos, capacidades e atitudes, pois é necessário que a aprendizagem que se vai efectuando seja posta em prática, para que possa haver uma completa correspondência entre a teoria e a prática, contribuindo assim para a sedimentação do conhecimento.
Por outro lado, a formação leva também a que o próprio empregador que simboliza a empresa conheça melhor os seus trabalhadores. A aplicação dos métodos activos que permitem que o indivíduo se desenvolva mais ao nível sócio–afectivo leva a que as competências comunicacionais e emocionais sejam também canalizadas para a relação Empresa-Pessoa.
As principais razões apontadas para desenvolver a qualificação profissional por parte de empresas, segundo um estudo recente sobre 151 empresas inquiridas sobre os modelos e motivações de realizar a qualificação profissional são o desenvolvimento de competências específicas e a preparação para introdução de novas tecnologias e da resolução de problemas e o cumprimento de obrigações legais. Apontam como menores as razões de natureza estratégica como a internacionalização, inovação, motivação.
Grande parte das empresas realiza formação. Mas nem todas a realizam de modo sistemático e consistente e há ainda uma boa parte que não realiza um Diagnóstico estruturado. Denota-se também ainda alguma dependência de financiamentos para a organização de formação e este investimento não se apresenta prioritário face a outros de índole produtiva, por exemplo. Mas a questão do financiamento pode ser uma falsa questão, uma vez que grande parte das micro, pequenas e médias empresas afirmou não ter recorrido a financiamento. A insuficiência de orçamento, a falta de disponibilidade e os horários da formação são as principais razões apontadas para a não realização de formação.
O que todas mais valorizam na formação é a sua aplicabilidade, o seu impacto na organização, nomeadamente na produtividade e a sua adequação à realidade específica de cada empresa.
Na maioria dos países, a maioria das empresas ainda não desenvolveu uma cultura de formação inicial e continuada, particularmente as micro, pequenas e médias empresas. O financiamento de formação através de meios públicos é também já uma tradição este mecanismo pode ter tido um efeito contrário ao de espoletar uma cultura de qualificação profissional nas empresas que subsista para além dos financiamentos.
São estes tempos de mudança e de oportunidades que nos levam a retratar os modelos atuais da qualificação profissional nas empresas e analisar o valor que esta representa, as suas virtudes e os seus constrangimentos, por forma a contribuir para uma reflexão mais alargada que nos permita introduzir os drivers adequados às oportunidades que se avizinham, quer do ponto de vista dos modelos de organização da formação nas empresas quer do ponto de vista da concessão dos Projetos de qualificação profissional por parte dos prestadores de serviço ou mesmo das Autoridades que tutelam esta área.

## Brasil
No Brasil, educação profissional é um conceito de ensino regido pela Lei de Diretrizes e Bases da Educação (Lei 9394, de 20 de dezembro de 1996), antigamente complementada pelo Decreto 2208, de 17 de abril de 1997 e, atualmente, pelo Decreto 5154, de 23 de julho de 2004.
O principal objetivo da educação profissional é a formação para o exercício de uma profissão, com o aprendizado de saberes ligados aos diversos exercícios do trabalho, tanto para estudantes quanto para profissionais que buscam ampliar suas qualificações.
A educação profissional segundo a legislação brasileira se organiza nos seguintes cursos:
I – de formação inicial e continuada ou qualificação profissional;
II – de educação profissional técnica de nível médio;
III – de educação profissional tecnológica de graduação e pós-graduação.
Os jovens de 16 a 24 anos que estão matriculados em cursos de educação profissional no Brasil representam apenas 6%, segundo dados disponibilizados pela Confederação Nacional da Indústria (CNI). O número está abaixo da média registrada em outros países. Por exemplo, nas 34 nações mais desenvolvidas do mundo, o percentual é, em média, de 35%, segundo a Organização para a Cooperação e Desenvolvimento Econômico (OCDE). A educação profissional é uma das alternativas para os jovens aprenderem uma profissão e se qualificarem para o mercado de trabalho. Apenas 11% dos adolescentes brasileiros entre 15 e 17 anos fazem educação profissional com a educação regular. A média nos países desenvolvidos é acima de 50%. De acordo com a pesquisa “Os jovens, a educação e o ensino técnico, feita pelo Serviço Nacional de Aprendizagem Industrial (SENAI)”, mais de 70% dos jovens brasileiros acreditam que cursos de educação profissional são importantes para conseguir o primeiro emprego.

### Processo histórico
A expansão no processo de industrialização no Brasil na década de 1940 exigiu-se um maior número de trabalhadores qualificados, que migraram do campo para a cidade. Com isso estes indivíduos teriam que se adaptarem ao ambiente da indústria e do comércio, principalmente para a região sudeste, cujas políticas e investimentos foram maiores para a expansão do setor. Assim, nesse período foram criadas as instituições do Sistema S que promoveram capacitação para profissionais desses setores, mas restringindo na formação de uma atividade específica para a prática no trabalho sem criar outras atitudes voltadas à formação continuada. Apesar disso atendeu as necessidades das empresas com mão de obra capacitada a cumprirem tarefas, conforme o modelo taylorista, com funções padronizadas dos trabalhadores.
A partir dos anos 1980 houve medidas que mudaram a forma como as pessoas trabalhavam, devido a imersão da produção enxuta e flexível. Assim, nesse ambiente as empresas passaram a adotar o uso da tecnologia, que intensificou a exigência por pessoas mais qualificadas, que não deveriam atender apenas as habilidades específicas, mas ter uma base acadêmica com uma visão ampla às mudanças ocorridas pelo novo modo de produção, que valorizava os conhecimentos gerais e a autonomia dos indivíduos, estimulando o comprometimento das pessoas com as estratégias da empresa em relação ao mercado.
Entretanto, de acordo com os dados da Pesquisa Nacional por Amostra de Domicílios (PNAD), nos anos de 1990 mais da metade da população tinham apenas o ensino fundamental. Neste período fez-se necessária a participação do setor privado no desenvolvimento dos trabalhadores e no auxílio na oferta de novos postos de trabalho. Desse modo foram exigidas novas posturas dos trabalhadores, os quais deveriam dispor de habilidades interpessoais e competências técnicas, e buscando outras atitudes voltadas à formação continuada.
O crescimento econômico no Brasil nos anos 2000 expandiu as oportunidades no mercado de trabalho, onde surgiram empresas intermediadoras na contratação de funcionários (agências de emprego), que recrutavam e selecionavam determinado perfil para as empresas, que ofertavam diversas vagas, porém foi neste período que as empresas passaram a enfrentar um grande dilema: A escassez de pessoas qualificadas, mesmo quando os jovens já haviam elevado seu nível de escolaridade. Para aumentarem o nível de conhecimento, as pessoas tiveram que procurar à formação continuada, para atuarem principalmente na área de serviços e tecnologia que estavam em crescimento e que demandavam grande quantidade de mão de obra qualificada.
Por outro lado, com o intuito de auxiliar na formação educacional, foram necessárias intervenções políticas, em que foram formulados programas e investimentos do setor público em instituições de educação profissional com o projeto de Lei no Plano Nacional de Educação (PNE) em 2010, que estipulou para os próximos dez anos objetivos que visam integrar a educação escolar com a educação profissional, pretendendo matricular no mínimo 25% dos alunos que estiverem concluindo o ensino fundamental e o ensino médio. Além disso, o Governo Federal criou em 2011 programas como o Programa Nacional de Acesso ao Ensino Técnico e Emprego (Pronatec) cujo objetivo era aumentar em 50% o número de matrículas na educação profissional, complementando os programas já existentes dos Governos Estaduais. Nos últimos anos muitas pessoas também têm optado por fazer cursos técnicos, no qual teve um aumento de 40% de 2014 para 2015, pois mencionam que o período de duração é menor que o curso superior e em muitas dessas áreas faltam profissionais qualificados.